# Mont Lamata
Le mont Lamata est une montagne de la République démocratique du Congo, située dans le Kongo-Central, à l’ouest des chutes de Zongo de l’Inkisi, dans le territoire de Kasangulu. Son sommet culmine à 708 m d’altitude.